# يايوئي يامازاكي
يايوئي يامازاكي (山崎やよい Yayoi Yamazaki) هي عالمة آثار يابانية ولدت في مدينة ميازو في مقاطعة كيوتو في اليابان تنقلت بين سوريا والأردن حيث كان عملها بعد أن تخرجت من جامعة هيروشيما.

## الدراسة والعمل
تخرجت من جامعة هيروشيما قسم الآثار حصلت على الماجستير في العام 1982 وحصلت على الدكتوراه عام 1989م، تم ابتعاثها إلى متحف حلب الوطني في سوريا عام 1989 وبقيت حتى العام 1998 كانت خلالها مساعد مدير البعثة الأثرية السورية في تل القملق وتل العبر وكذلك مدير مساعد عام 1990 في أعمال التنقيب في تل الهدية (إيكاردا) وعضو البعثة الأثرية الأوروبية والسورية في تل بيدر ومدير في موقع مشروع الترميم السرياني الياباني في معبد عين دارا في منطقة عفرين، في عام 2002 قامت وكالة جايكا بإرسالها للعمل في مشروع إصلاح نظام المراقبة في متحف حلب حتى العام 2004، حاضرت في جامعة حلب على فترات متقطعة /2003-2005/-/2008-2009/، قامت وكالة اليابان للتعاون الدولي بإرسالها مرة أخرى إلى الأردن لتقوم بالإشراف على مشروع إنشاء 4 متاحف كما عملت استشارية لتعزيز المجتمعات المحلية المشاركة في مشروع المتاحف في الفترة الممتدة من /2005-2008/، عادت مرة أخرى إلى حلب لتعمل بشكل تطوعي من قبل جايكا في حفظ المواقع التابعة لمديرية الآثار والمتاحف في حلب.
قامت بأبحاث ودراسات في عدة مواقع أثرية في سوريا. وقد قامت بتأليف كتاب تل العبر بالأنكليزية: Tell Al-ʻAbr (Syria): Ubaid and Uruk Periods برفقة الدكتور حميدو حمادة.
صدر لها عن جامعة لوفان بالتعاون مع باريس كتاب تل العبر (للمؤلفين حميدو حمادة من سورية ويايوئي يامازاكي من اليابان. يتألف الكتاب من حوالي خمسمئة صفحة وهو عمل يتضمن نتائج تنقيبات البعثة السورية في موقع /تل العبر/. صدر باللغة الإنكليزية ويتألف من تسعة فصول. يتضمن الفصل الأول الطبقات التي تعود إلى عصر أوروك والعبيد بينما يتضمن الفصل الثاني المكتشفات المعمارية في الموقع وخاصة أفران وورشات صناعة الخزف.
أما الفصل الثالث فيتحدث عن السويات والطبقات المكتشفة في الموقع، والفصل الرابع فيتحدث عن الأنماط الخزفية وزخارفها بحيث يشكل هذا الفصل القسم الرئيسي ويعدّ المرجع الأول في سورية عن خزف العبيد وعصر العبيد. أما الفصل الخامس فقد تم فيه عرض اللقى وخاصة قوالب الأحذية التي تشير إلى صناعة الجلود ومعرفة الحذاء في سورية قبل سبعة آلاف عام. ويحوي الفصل السادس دراسة عن الأدوات العظمية والصوانية والهياكل العظمية مع دراسة للدور الاقتصادي الذي لعبه موقع /تل العبر/ في أعالي الفرات.